# 大連立構想 (2019)
2019年の大連立構想（2019ねんのだいれんりつこうそう）は、自由民主党、公明党、国民民主党の間で取り上げられた大連立内閣を組む構想。「幻の大連立構想」とされる。

## 概要
2019年7月の参院選終了後に、与党の改憲議席に必要な3分の2の議席を割ったことから、憲法改正に向けて、野党の協力が必要不可欠となった。
与党自民党は、2019年夏頃、国民民主党の玉木雄一郎代表に、自由民主党、公明党に、国民民主党を加えた「大連立政権」の樹立を打診した。

## 経緯
2012年、民主党の桜井充は、自由民主党の林芳正氏らと経済や社会保障、安全保障がテーマの勉強会「日本型国家を目指す会」を設立。この動きは「自民との連携や大連立を意識した動き」とされていた。「政治理念が一貫していないのでは」と報道陣に問われた際には、「政党政治という点からすれば、指摘の通りかもしれない。しかし、社会を良くしたいという気持ちは同じ。」としていた。同日、桜井氏は、「アトピー性皮膚炎や不登校の子どもと接するうちに、根本的な解決には、環境や教育など社会全般に切り込む必要があると気づいた」と初志を語った。
同年11月、京都商工会議所も大連立に同調し、「自民、民主、公明の連立が一つの選択肢になるのではないかという気がしている」と述べた。
2017年10月14日、社民党の福島瑞穂は、「希望は自民との大連立を否定していない。改憲勢力と立憲３野党の戦いだ」とし、希望の党の連立への動きを警戒。
2017年10月27日、ある政府高官は周辺に「改憲大連立政権誕生だ」と明言した。2017年の衆議院解散では小池百合子が表に出てくるが、選挙後も自民党は彼女と改憲発議の場面で協力できる環境をつくっておきたいと思い、自民党幹部たちは表立った批判を行わなかった。しかし、小池が『排除』発言で自壊し、自民党になびかざるを得ない状況に陥る。したがって、希望の党側から連立を打診するはずであると発言。同月、対する小池百合子は、大連立について、「希望の党は是々非々の対応を進めていく」と否定した。
2019年7月23日、下村博文は、憲法改正のためには大連立構想はありうるとした。「大連立を組んで憲法改正に取り組むような覚悟もやっぱり必要になるのではないか。それぐらいの覚悟をもってやるということも、ひとつの考え方ではないか、ということを申し上げた。他党が、それで憲法議論に乗るということであれば、わたしは（大連立という）選択肢は十分にありうる話だと思う。」とBS11番組内で話した。2007年にも自民党と民主党の大連立構想（2007）はあった。
亀井静香元金融担当相は、2019年夏頃、安倍晋三政権と国民民主党との間で大連立構想が持ち上がっていたと明らかにした。「安倍首相もOKした。（国民の）玉木雄一郎代表も結構だと」と述べた。
その中で、公明党は、山口那津男代表が「連立という重要な課題について、自民党の幹部から話を聞いたことはまったくない」とした。自衛隊の根拠規定を明記する自民の憲法9条改正案について「自民党のなかで考え方がわかれていると認識している。細かい説明は必ずしも国民に伝わっていない」とした。
2019年9月19日、国民民主党は、立憲民主党、および社会民主党との統一会派を組むことを合意。大連立構想は幻に終わった。